# 천주교 인권위원회
천주교 인권위원회(天主敎人權委員會)는 하느님의 모상으로 태어난 인간이 존엄성과 보편적 진리를 보장받을 수 있는 사회를 만들기 위해 노력하는 공동체로서, 교회 안에 있으나 교회를 넘어 소외받고, 억울한 일들을 당하고 있는 모든 이들과 함께 하고자 하는 대한민국의 기독교 NGO이다.

## 연혁
- 1988년 11월 14일에 천주교정의구현전국연합 인권소위원회로 활동을 시작했다.[1]
- 1993년 3월 28일에 천주교정의구현전국연합 인권위원회는 전체회의에서 천주교 인권위원회로 명칭을 바꾸기로 했다.[2]
- 1994년 3월에 천주교정의구현전국연합 총회에서 천주교 인권위원회 독자 조직으로 독립했다.

## 기타
- 로마 가톨릭교회 공식 기구인 한국천주교주교회의와는 아무런 상관이 없다. 즉, 천주교 공식 기구가 아닌 시민단체이다.

## 같이 보기
- 천주교정의구현전국연합
- 김형태
- 최병모
- 성염